# Parque de la Riouxa
El parque de la Riouxa (en gallego y oficialmente Parque da Riouxa) es una zona verde y uno de los parques que existen en la ciudad española de Vigo. Fue construido entre 1990 y 1991 por el arquitecto catalán Ricardo Bofill, se localiza en la parroquia de Teis. Tiene una extensión de aproximadamente 6 hectáreas. Entre sus elementos, destacan un anfiteatro de piedra y césped, un paseo con pérgolas y un jardín botánico con especies arbóreas autóctonas, como el roble o el castaño; mezcladas con otras foráneas, como el castaño de indias.

## Historia
El proyecto de construcción del parque de la Riouxa fue uno de los dos proyectos que el alcalde Manuel Soto encargó en 1989 al arquitecto catalán Ricardo Bofill en la ciudad olívica. Este, con todo, fue el único de los dos que pudo ser finalizado. El segundo proyecto inconcluso, el que sería la plaza de la Concordia, no se realizó al no autorizar la Junta de Galicia la demolición del edificio que de aquellas ocupaba el Palacio de Justicia y que ahora ocupa el Museo MARCO. 
El parque de la Riouxa, así, fue un encargo para crear una zona verde en el barrio de Teis, concretamente en la antigua finca de doña Fermina, una parcela privada en la que antiguamente se organizaban eventos particulares.